# 나나오라 전기
나나오라 전기(七欧電機, ナナオラ)는 일본의 기업이다.
1925년 나나오라 상회(七欧商会)라는 이름으로 시작했다.
라디오, 전축 등을 만들었다.
1961년 도시바에 합병되었다.